# محمد علی دیالو
محمد علی دیالو (انگلیسی: Mohamed Ali Diallo؛ زادهٔ ۵ مهٔ ۱۹۷۸) بازیکن فوتبال اهل بورکینافاسو بود.